# Sterictiphorinae
Sterictiphorinae es una subfamilia de Symphyta (avispas sierra) en la familia Argidae. Existen más de 20 géneros descriptos en Sterictiphorinae.

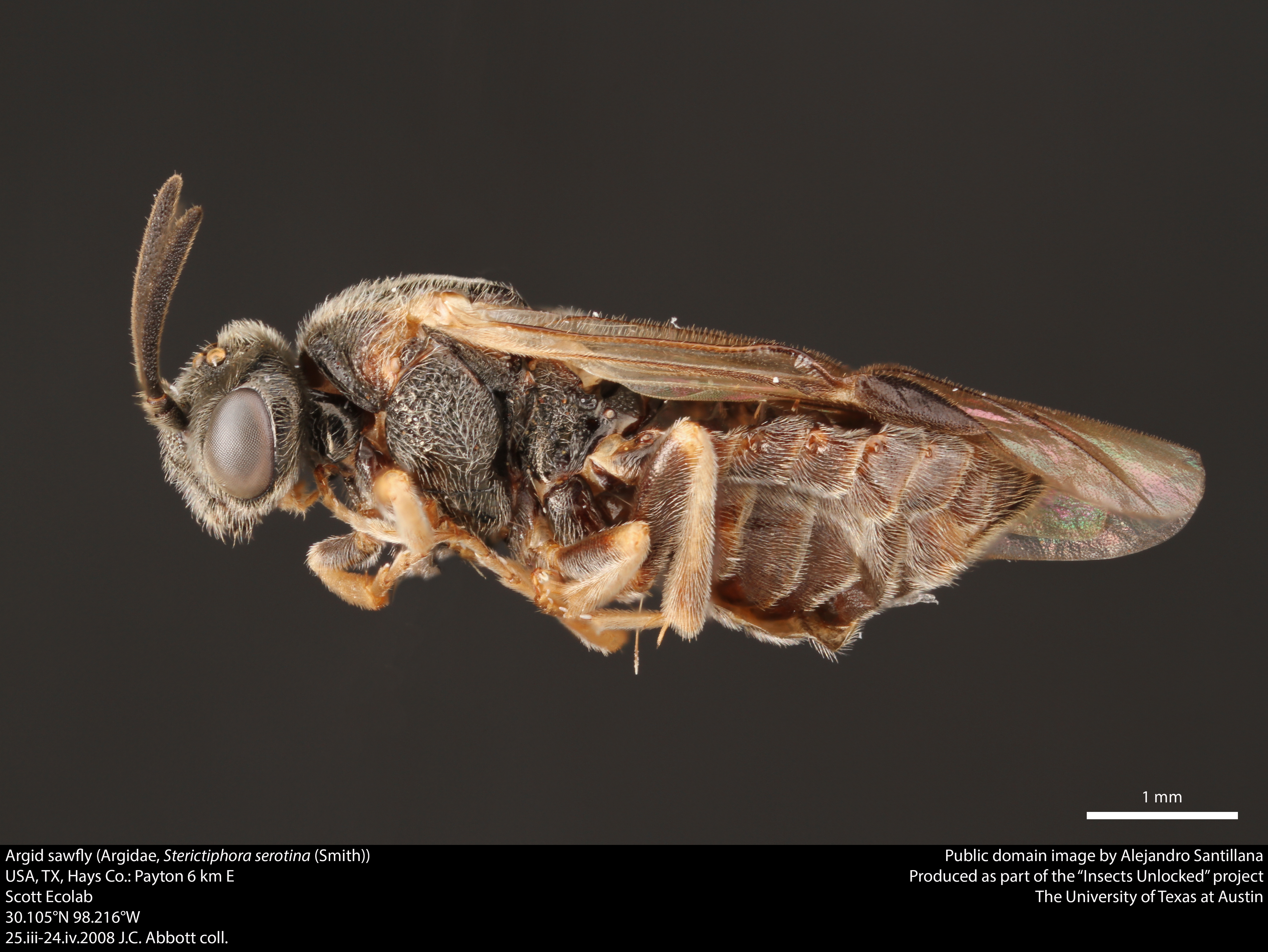
Sterictiphora serotina

## Géneros
Estos 26 géneros pertenecen a la subfamilia Sterictiphorinae:
- Acrogymnia (Malaise, 1941)
- Acrogymnidea (Malaise, 1955)
- Adurgoa (Malaise, 1937)
- Aproceros (Malaise, 1931)
- Aprosthema Konow, 1899
- Brachyphatnus (Konow, 1906)
- Didymia (Lepeletier, 1825)
- Duckeana (Malaise, 1941)
- Durgoa (Malaise, 1937)
- Manaos (Rohwer, 1912)
- Neoptilia Ashmead, 1898
- Ortasiceros Wei, 1997
- Pseudaprosthema (Gussakovskij, 1935)
- Ptenus (Kirby, 1882)
- Ptilia (Lepeletier, 1825)
- Schizocerella Forsius, 1927
- Sphacophilus Provancher, 1888
- Sterictiphora Billberg, 1820
- Styphelarge (Benson, 1938)
- Tanymeles (Konow, 1906)
- Trailia (Cameron, 1878)
- Trichorhachus (Kirby, 1882)
- Triptenus (Malaise, 1937)
- Trochophora (Konow, 1905)
- Yasumatsua (Togashi, 1970)
- Zynzus Smith, 1992